# Thanasi Kokkinakis
Thanasi Kokkinakis (Adelaide, 10 april 1996) is een tennisspeler uit Australië. Hij heeft één ATP-toernooi gewonnen in het enkelspel en drie in het dubbelspel. Zijn grootste succes behaalde hij aan de zijde van landgenoot 		
Nick Kyrgios met winnen van de titel in het mannendubbel tijdens de Australian Open 2022.

## Palmares
| Legenda                       | Legenda               |
| ----------------------------- | --------------------- |
| Grand Slam                    |                       |
| Olympische Spelen             |                       |
| tot 2009                      | vanaf 2009            |
| Tennis Masters Cup            | ATP Finals            |
| ATP Masters Series            | ATP Tour Masters 1000 |
| ATP International Series Gold | ATP Tour 500          |
| ATP International Series      | ATP Tour 250          |

### Enkelspel
| Nr.                  | Datum            | Toernooi           | Ondergrond | Tegenstander in finale | Score            |         |
| -------------------- | ---------------- | ------------------ | ---------- | ---------------------- | ---------------- | ------- |
| gewonnen finales     |                  |                    |            |                        |                  |         |
| 1.                   | 15 januari 2022  | ATP Adelaide       | Hardcourt  | Arthur Rinderknech     | 6-7, 7-6, 6-3    | details |
| verloren finales     |                  |                    |            |                        |                  |         |
| 1.                   | 5 augustus 2017  | ATP Cabo San Lucas | Hardcourt  | Sam Querrey            | 3-6, 6-3, 2-6    | details |
| gewonnen challengers |                  |                    |            |                        |                  |         |
| 1.                   | 17 mei 2015      | Bordeaux           | Gravel     | Thiemo de Bakker       | 6-4, 1-6, 7-6(5) |         |
| 2.                   | 12 augustus 2018 | Aptos              | Hardcourt  | Lloyd Harris           | 6-2, 6-3         |         |
| 3.                   | 28 oktober 2018  | Las Vegas          | Hardcourt  | Blaž Rola              | 6-4, 6-4         |         |
| 4.                   | 19 februari 2023 | Manama             | Hardcourt  | Abdullah Shelbayh      | 6-1, 6-4         |         |

### Mannendubbelspel
| Nr.                               | Datum            | Toernooi           | Ondergrond | Partner           | Tegenstanders in finale                   | Score            |         |
| --------------------------------- | ---------------- | ------------------ | ---------- | ----------------- | ----------------------------------------- | ---------------- | ------- |
| gewonnen finales mannendubbel     |                  |                    |            |                   |                                           |                  |         |
| 1.                                | 8 januari 2017   | ATP Brisbane       | Hardcourt  | Jordan Thompson   | Gilles Muller Sam Querrey                 | 7-6(7), 6-4      | details |
| 2.                                | 29 januari 2022  | Australian Open    | Hardcourt  | Nick Kyrgios      | Matthew Ebden Max Purcell                 | 7-5, 6-4         | details |
| 3.                                | 31 juli 2022     | ATP Atlanta        | Hardcourt  | Nick Kyrgios      | Jason Kubler John Peers                   | 7-6(4), 7-5      | details |
| verloren finales mannendubbel     |                  |                    |            |                   |                                           |                  |         |
| 1.                                | 4 augustus 2018  | ATP Cabo San Lucas | Hardcourt  | Taylor Fritz      | Marcelo Arévalo Miguel Ángel Reyes-Varela | 4-6, 4-6         | details |
| gewonnen challengers mannendubbel |                  |                    |            |                   |                                           |                  |         |
| 1.                                | 21 oktober 2013  | Melbourne          | Hardcourt  | Benjamin Mitchell | Alex Bolt Andrew Whittington              | 6-3, 6-2         |         |
| 2.                                | 6 juli 2014      | Winnetka           | Hardcourt  | Denis Kudla       | Evan King Raymond Sarmiento               | 6-2, 7-6(4)      |         |
| 3.                                | 12 augustus 2018 | Aptos              | Hardcourt  | Matt Reid         | Jonny O'Mara Joe Salisbury                | 6-2, 4-6, [10-8] |         |

### Landencompetities
| Nr.              | Datum               | Toernooi  | Ondergrond    | Partner(s)                                               | Tegenstanders in finale                               | Score               | Details |
| ---------------- | ------------------- | --------- | ------------- | -------------------------------------------------------- | ----------------------------------------------------- | ------------------- | ------- |
| Verloren finales |                     |           |               |                                                          |                                                       |                     |         |
| 1.               | 22-27 november 2022 | Davis Cup | Hardcourt (i) | Alex de Minaur Matthew Ebden Max Purcell Jordan Thompson | Félix Auger-Aliassime Vasek Pospisil Denis Shapovalov | 0-2 (2 wedstrijden) | Details |

## Resultaten grote toernooien
| Legenda | Legenda                          |
| ------- | -------------------------------- |
| g.t.    | geen toernooi gehouden           |
| l.c.    | lagere categorie                 |
| –       | niet deelgenomen                 |
| G       | uitgeschakeld in de groepsfase   |
| 1R      | uitgeschakeld in de eerste ronde |
| 2R      | uitgeschakeld in de tweede ronde |
| 3R      | uitgeschakeld in de derde ronde  |
| 4R      | uitgeschakeld in de vierde ronde |
| KF      | uitgeschakeld in de kwartfinale  |
| HF      | uitgeschakeld in de halve finale |
| F       | de finale verloren               |
| W       | het toernooi gewonnen            |
| w-v     | winst/verlies-balans             |

### Enkelspel
| toernooi            | 2014 | 2015 | 2016 | 2017 | 2018 | 2019 | 2020 | 2021 | 2022 | 2023 |
| ------------------- | ---- | ---- | ---- | ---- | ---- | ---- | ---- | ---- | ---- | ---- |
| grandslamtoernooien |      |      |      |      |      |      |      |      |      |      |
| Australian Open     | 2R   | 2R   | –    | –    | 1R   | 1R   | –    | 2R   | 1R   |      |
| Roland Garros       | –    | 3R   | –    | 1R   | –    | –    | –    | –    | 1R   |      |
| Wimbledon           | –    | 1R   | –    | 1R   | –    | –    | g.t. | –    | 2R   |      |
| US Open             | –    | 1R   | –    | 1R   | –    | 2R   | –    | –    | 1R   |      |
| ATP Masters 1000    |      |      |      |      |      |      |      |      |      |      |
| Indian Wells        | –    | 4R   | –    | –    | –    | –    | g.t. | –    | 1R   |      |
| Miami               | –    | 1R   | –    | –    | 3R   | –    | g.t. | 2R   | 4R   |      |
| Monte Carlo         | –    | –    | –    | –    | 1R   | –    | g.t. | –    | –    |      |
| Madrid              | –    | 1R   | –    | –    | –    | –    | g.t. | –    | –    |      |
| Rome                | –    | –    | –    | –    | –    | –    | –    | –    | –    |      |
| Montreal/Toronto    | 1R   | –    | –    | –    | –    | –    | g.t. | –    | –    |      |
| Cincinnati          | –    | 2R   | –    | –    | –    | –    | –    | –    | 1R   |      |
| Shanghai            | 1R   | –    | –    | –    | –    | –    | g.t. | g.t. | g.t. |      |
| Parijs              | –    | –    | –    | –    | –    | –    | –    | –    | –    |      |
| olympisch           |      |      |      |      |      |      |      |      |      |      |
| Olympische Spelen   | g.t. | g.t. | 1R   | g.t. | g.t. | g.t. | g.t. | –    | g.t. | g.t. |
| statistieken        |      |      |      |      |      |      |      |      |      |      |
| titels per jaar     | 0    | 0    | 0    | 0    | 0    | 0    | 0    | 0    | 1    | 0    |
| eindejaarsranking   | 150  | 80   | —    | 209  | 146  | 199  | 260  | 171  | 93   |      |

### Dubbelspel
| grandslamtoernooien |      |      |      |   |      |      |      |      |      |      |      |
| Australian Open     | 1R   | 1R   | 1R   | – | –    | 1R   | –    | –    | 2R   | W    |      |
| Roland Garros       | –    | –    | 2R   | – | –    | –    | –    | –    | –    | 3R   |      |
| Wimbledon           | –    | –    | 3R   | – | 2R   | –    | –    | g.t. | –    | –    |      |
| US Open             | –    | –    | –    | – | –    | –    | –    | –    | –    | 3R   |      |
| ATP Finals          |      |      |      |   |      |      |      |      |      |      |      |
| ATP Finals          | –    | –    | –    | – | –    | –    | –    | –    | –    | G    |      |
| ATP Masters 1000    |      |      |      |   |      |      |      |      |      |      |      |
| Indian Wells        | –    | –    | 2R   | – | –    | –    | –    | g.t. | –    | 2R   |      |
| Miami               | –    | –    | –    | – | –    | –    | –    | g.t. | –    | HF   |      |
| Monte Carlo         | –    | –    | –    | – | –    | –    | –    | g.t. | –    | –    |      |
| Madrid              | –    | –    | –    | – | –    | –    | –    | g.t. | –    | –    |      |
| Rome                | –    | –    | –    | – | –    | –    | –    | –    | –    | 2R   |      |
| Montreal/Toronto    | –    | –    | –    | – | –    | –    | –    | g.t. | –    | –    |      |
| Cincinnati          | –    | –    | –    | – | –    | –    | –    | –    | –    | 2R   |      |
| Shanghai            | –    | –    | –    | – | –    | –    | –    | g.t. | g.t. | g.t. |      |
| Parijs              | –    | –    | –    | – | –    | –    | –    | –    | –    | –    |      |
| olympisch           |      |      |      |   |      |      |      |      |      |      |      |
| Olympische Spelen   | g.t. | g.t. | g.t. | – | g.t. | g.t. | g.t. | g.t. | –    | g.t. | g.t. |
| statistieken        |      |      |      |   |      |      |      |      |      |      |      |
| titels per jaar     | 0    | 0    | 0    | 0 | 1    | 0    | 0    | 0    | 0    | 2    | 0    |
| eindejaarsranking   | 492  | 333  | 93   | — | 178  | 198  | 958  | 1012 | 433  | 15   |      |

### Gemengd dubbelspel
| grandslamtoernooien |      |      |   |      |      |      |      |   |      |      |
| Australian Open     | 2R   | –    | – | –    | –    | –    | –    | – | –    |      |
| Roland Garros       | –    | –    | – | –    | –    | –    | g.t. | – | –    |      |
| Wimbledon           | –    | –    | – | –    | 1R   | –    | g.t. | – | 1R   |      |
| US Open             | –    | –    | – | –    | –    | –    | g.t. | – | 1R   |      |
| olympisch           |      |      |   |      |      |      |      |   |      |      |
| Olympische Spelen   | g.t. | g.t. | – | g.t. | g.t. | g.t. | g.t. | – | g.t. | g.t. |